# Thomas Jeffries
Thomas Jeffries (Jefferies) (ur. ?, zm. 4 maja 1826)  – pochodzący z Wielkiej Brytanii seryjny morderca i kanibal, działający na terenie Ziemi van Diemena (dzisiejszej Tasmanii); jeden z najgroźniejszych przestępców z czasów osadnictwa kolonialnego w Australii.
Jeffries przybył na Ziemię van Diemena ze Szkocji na pokładzie statku Albion 21 października 1823 roku. W czerwcu 1823 roku został skazany na 12 miesięcy pobytu w kolonii karnej Macquarie Harbour. Następnie pełnił w niej funkcje strażnika i osoby wykonującej karę chłosty.
W sierpniu 1825 roku dołączył do szajki Matthew Brady’ego – uciekinierów z więzienia w Launceston – wespół z którymi dopuścił się wielu przestępstw. Podczas ucieczki z Launceston skończyły się im zapasy wody i jedzenia, co skłoniło ich do zabicia jednego ze współtowarzyszy (Russella) i zjedzenia części jego ciała. Jeffries został pojmany 23 stycznia 1826 roku w pobliżu rzeki South Esk. Przetransportowano go do Launceston, gdzie miejscowa ludność próbowała dokonać na nim samosądu. Skazany na śmierć, został powieszony, razem z Matthew Bradym, 4 maja 1826 roku w więzieniu w Hobart.